# Spaltegletsjer (Nioghalvfjerdsfjorden)
De Spaltegletsjer is een gletsjer in Nationaal park Noordoost-Groenland in het oosten van Groenland. 

## Geografie
De gletsjer is zuidwest-noordoost georiënteerd en is een zijtak van de Nioghalvfjerdsgletsjer in het Nioghalvfjerdsfjorden. De tak heeft een breedte van meer dan tien kilometer, de breedte van de zeestraat Dijmphna Sund waar ze instroomt en verderop in uitmondt.
In het noordwesten van de gletsjer ligt Skallingen en in het noordoosten het Hovgaard Ø.